# Liptovská Osada
Liptovská Osada (bis 1927 slowakisch „Osada“; ungarisch Oszada) ist eine Gemeinde in der Mittelslowakei. Sie liegt am Zusammenfluss der Bäche Revúca und Korytnica im Tal Korytnická dolina am Fuße der Großen Fatra und Niederen Tatra, etwa 16 km von Ružomberok und 40 km von Banská Bystrica entfernt.
Das Gebiet der heutigen Gemeinde wurde 1288 erstmals erwähnt, der eigentliche Ort wurde aber erst im Rahmen der goralischen Kolonisation im Jahre 1649 gegründet. Liptovská Osada hatte einen Haltepunkt an der Schmalspurbahn Ružomberok–Korytnica.
Neben dem Hauptort gehört zur Gemeinde auch der Kurort Korytnica-kúpele.

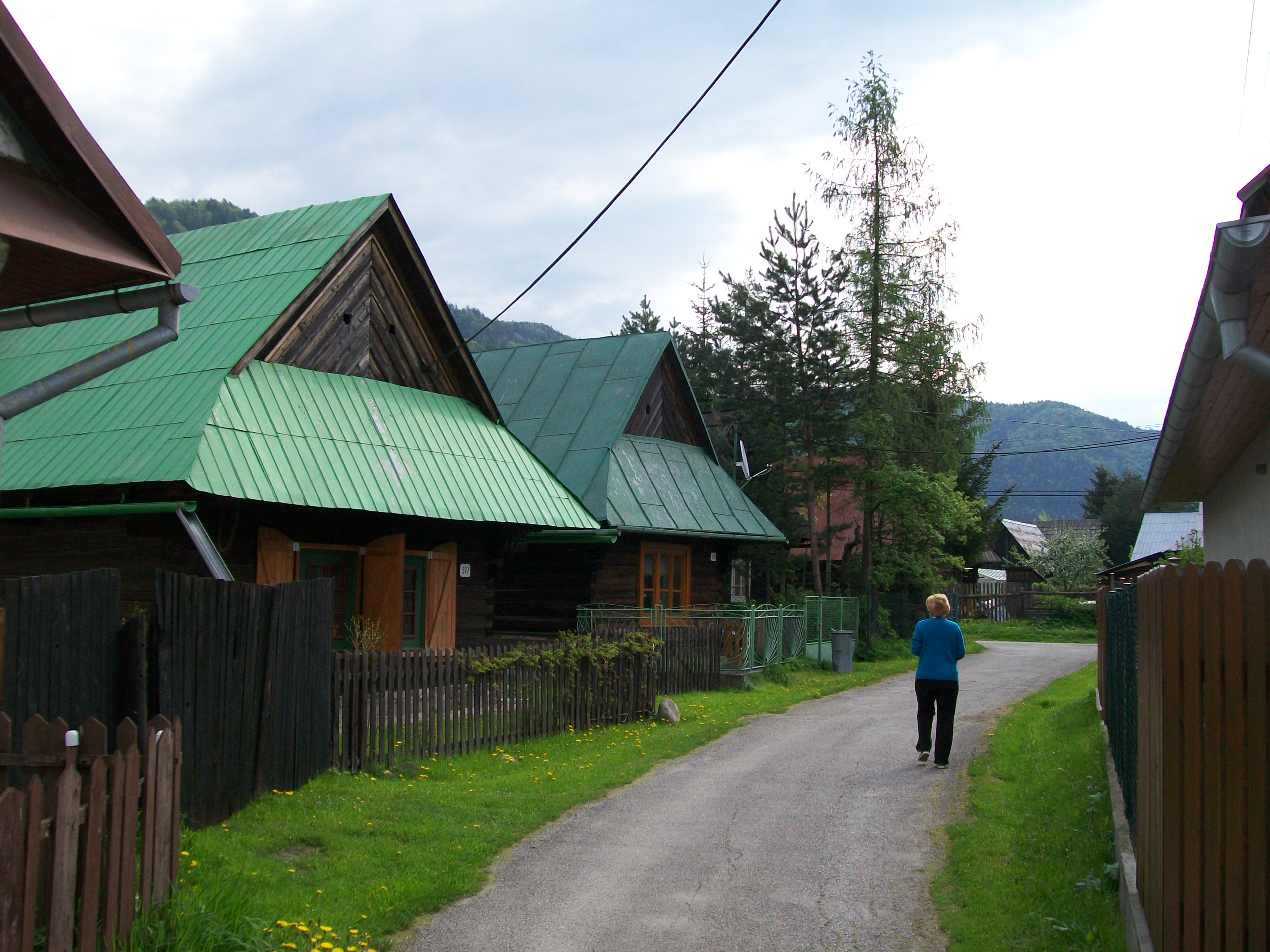
Holzhäuser des Dorfes Liptovská Osada

## Bevölkerung
| Jahr                | 1994 | 2004    | 2014    | 2024    |
| ------------------- | ---- | ------- | ------- | ------- |
| Anzahl der Personen | 1715 | 1617    | 1651    | 1564    |
| Unterschied         |      | −5,71 % | +2,10 % | −5,26 % |

| Jahr                | 2023 | 2024    |
| ------------------- | ---- | ------- |
| Anzahl der Personen | 1573 | 1564    |
| Unterschied         |      | −0,57 % |